# Anna Bonasso
Anna Bonasso (Dogliani, 1946) è un'attrice e doppiatrice italiana.

## Biografia
Nata a Dogliani (Cuneo) nel 1946, si è trasferita nel 1952 a Torino dove, all'età di undici anni, ha iniziato a lavorare come attrice radiofonica alla RAI-Radiotelevione italiana, partecipando a numerose commedie radiofoniche e a programmi educativi per le scuole.
All'età di sedici anni è diventata prima attrice giovane al Teatro Stabile di Torino (TST) dove ha lavorato con i registi Roberto Guicciardini e Gianfranco De Bosio in Il divorzio di C.Goldoni (1962) e Apocalisse su misura di Giorgio De Maria (1963, protagonista con Antonio Salinas).
A diciotto anni ha vinto un concorso indetto dalla Rai come annunciatrice-presentatrice, ma ha rifiutato l'assunzione preferendo svolgere il lavoro di attrice. È entrata quindi a far parte della compagnia del "Teatro delle Dieci" dove ha interpretato, tra i molteplici lavori, anche vari testi d'avanguardia (Ionesco, Beckett, Arrabal) sotto la regia di Massimo Scaglione.
A questa attività ha affiancando anche quella di attrice televisiva, interpretando una serie di fiabe per ragazzi (un centinaio nell'arco di quattro anni) insieme ad altri attori quali Paolo Poli, Gabriele Lavia, Paolo Modugno, Luigi Di Berti, Carlo Bagno, Lino Capolicchio.
Nel 1965, dopo aver ottenuto il diploma di maturità scientifica, si è iscritta alla Facoltà di Scienze politiche e ha continuato la sua attività di attrice partecipando a numerosi episodi de Vivere insieme (dal 1962 al 1970) e Di fronte alla legge (dal 1965 al 1970) sotto la direzione dei registi Dante Guardamagna, Pino Passalacqua, Massimo Scaglione e Toni De Gregorio.
Nel 1970 si è trasferita a Roma per interpretare una serie di film e sceneggiati TV (alcuni come protagonista) e lavorare come doppiatrice presso la Coop.D.E.F.I.S. Ha poi lavorato a Rai Radio nelle sedi di Roma, Firenze, Venezia e Torino come protagonista di commedie, radiodrammi e trasmissioni di vario tipo, attività che porterà avanti nel corso degli anni affrontando testi del teatro italiano, francese, inglese, tedesco, statunitense e russo sotto la guida di Dante Raiteri, Gianni Casalino, Alberto Gozzi e Beppe Navello.
Nel 1980 si è trasferita a Venezia e in seguito a Marostica, dove si è dedicata alla produzione di alcune puntate di Chi l'ha visto, trasmissione RAI con Donatella Raffai e Paolo Guzzanti. Ha collaborato inoltre con l'ASL di Bassano del Grappa, producendo un cortometraggio con protagonisti i pazienti psichiatrici locali.
Nel 2001 è ritornata a Torino come actor coach e interprete di Cuori rubati (soap opera in cento puntate di Rai 2) e della serie Il Mammo con Enzo Iachetti (2005-2006). Ha proseguito la sua attività alternando apparizioni in vari film al cinema e alla televisione, al doppiaggio presso la Videodelta di Torino e all'insegnamento presso la scuola di teatro "Sergio Tofano", ora "Accademia Teatrale Mario Brusa" di Torino.

## Vita privata
Nel 1970 si è sposata con il regista Toni De Gregorio, di cui è rimasta poi vedova nel 2006. Dal matrimonio sono nati due figli, Paolo, che si occupa di musica e vive tra il Canada e gli Stati Uniti, e Maddalena, laureata al DAMS di Torino.

## Filmografia

### Cinema
- E cominciò il viaggio nella vertigine, (co-protagonista) con Ingrid Tulin, Gastone Moschin, Sergio Fantoni, Milena Vukotic, regia di Toni De Gregorio (1974)
- Genesi:La creazione e il diluvio, (voce narrante), regia di Ermanno Olmi (1994)
- Cosimo e Nicole, con R.Scamarcio e C.Ponsot, regia di F. Amato (2012)
- The Repairman, regia di Paolo Mitton (2013)
- Benvenuto Presidente, regia di R. Milani (2013)
- Ritual-Una storia psicomagica, regia di G.Brazzale e L.Immesi (2013)
- Chiamatemi Francesco, regia di D. Lucchetti (2015)
- Le guerre horrende, regia di G.Brazzale e L.Immesi (2017)
- Dove non ho mai abitato, regia di P. Franchi (2017)
- Tutti per 1-1 per tutti, regia di G.Veronesi (2020)

### Televisione
- Till Eulenspiegel, (co-protagonista con Paolo Poli), mini serie tv (1979)
- Marcovaldo, serie televisiva con Nanni Loy, regia di G.Bennati (1970)
- Utopia: appunti per una storia, (protagonista con Lou Castel), regia di Toni De Gregorio (1970)
- Bernadette Devlin, (protagonista), regia di S.Maestranzi (1971)
- I Buddenbrook, regia di Edmo Fenoglio (1971)
- Il Difensore, (protagonista), regia di F.Bollini (1972)
- Il picciotto, (co-protagonista) con Michele Placido, regia di A.Negrin (1973)
- L'invitto, regia di G.P. Calasso (1974)
- Campione, (protagonista), regia di Toni De Gregorio (1975)
- Muro d'ombra, (co-protagonista) con M.Placido, V. Ciangottini, G.Garco. regia di P.Poeti (1976)
- Nella tua vita, (protagonista) sceneggiato tv, regia di T. De Gregorio (1978)
- La pietra di Marco Polo, (protagonista di puntata). serie tv Rai, regia di A.Lado (1982)
- L'enigma Borden, (protagonista) serie tv, regia di G.P.Calasso (1982)
- Passioni, (co-protagonista), serie tv Rai, regia di R.Donna e P. Formento (1988)
- La Sindone, regia L. Gasparini (2001)
- L'uomo che rubò la Gioconda, miniserie, regia di F.Costa (2006)
- Il bene e il male, miniserie per la Rai, regia di G.Serafini (2008/2009)
- Camera café, ep. "La Vedova" (protagonista di puntata) (2012)
- L'assalto, regia di Ricky Tognazzi (2014)
- Fuoriclasse, regia di R.Donna (2015)
- Don Gnocchi, regia di Cinzia TH Torrini (2016)
- Con voce di Nilde, docufilm, regia di Emanuela Piovano (2022)
- Everybody Loves Diamonds, regia di Gianluca Maria Tavarelli - serie TV, episodio 1x01 (2023)